# Hothead Games
Hothead Games är ett amerikanskt datorspelsföretag som grundades 2006 och är baserat i Vancouver, Kanada. Hothead Games är främst kända för rollspelsserien Penny Arcade Adventures, baserad på webbserien Penny Arcade.

## Spel
- Penny Arcade Adventures
- DeathSpank
- Braid (Mac- och PS3-versionerna)